# Consiglio del Comando della Rivoluzione iracheno
Il Consiglio del Comando della Rivoluzione iracheno è stato l'organo legislativo ed esecutivo dell'Iraq dal colpo di Stato baathista del 1968 alla caduta del regime di Saddam Hussein nel 2003, il presidente e il vicepresidente di tale organo venivano scelti dalla maggioranza dei due terzi del consiglio, il presidente del consiglio rivoluzionario diventava a sua volta presidente dell'Iraq e aveva la facoltà di scegliere il suo vicepresidente del consiglio.
Dopo che Saddam Hussein divenne presidente nel 1979 il vicepresidente divenne Izzat Ibrahim al-Douri che era coadiuvato nelle sue funzioni da Tareq Aziz e Taha Yassin Ramadan, il consiglio era composto dall'Assemblea nazionale irachena e da un consiglio legislativo curdo di 50 membri che governavano il paese.

## Presidenti del Consiglio
- Ahmed Hasan al-Bakr 17 luglio 1968 -16 luglio 1979
- Saddam Hussein 16 luglio 1979 -9 aprile 2003